# Yahyo Imamov
Yahyo Imamov (* 24. prosince 1989) je uzbecký zápasník–judista a kurašista.

## Sportovní kariéra
Připravuje se v Termizu v klubu Surxon. Vedle juda reprezentuje Uzbekistán v příbuzném sportu kuraši. V uzbecké judistické reprezentaci se pohybuje od roku 2011 v polostřední váze do 81 kg. V roce 2012 se kvalifikoval na olympijské hry v Londýně, kde v úvodním kole nestačil na pozdějšího vítěze Korejce Kim Če-poma. V roce 2016 se kvalifikoval na olympijské hry v Riu, ale v uzbecké nominaci dostal přednost Shahzodbek Sobirov.

### Vítězství ve SP
- 2012 – 1× světový pohár (Praha)
- 2013 – 1× světový pohár (Paříž)
- 2015 – 1× světový pohár (Budapešť)
- 2016 – 1× světový pohár (Taškent)

## Výsledky
| Turnaj            | 2011             | 2012             | 2013             | 2014             | 2015             | 2016             | 2017 |
| Turnaj            | 22               | 23               | 24               | 25               | 26               | 27               | 28   |
| Turnaj            | polostřední váha | polostřední váha | polostřední váha | polostřední váha | polostřední váha | polostřední váha |      |
| ----------------- | ---------------- | ---------------- | ---------------- | ---------------- | ---------------- | ---------------- | ---- |
| Olympijské hry    |                  | úč.              |                  |                  |                  | —                |      |
| Mistrovství světa | úč.              |                  | úč.              | —                | úč.              |                  | úč.  |
| Asijské hry       |                  |                  |                  | 5.               |                  |                  |      |
| Mistrovství Asie  | —                | 3.               | —                |                  | 5.               | 5.               | —    |